# Erik Wahlstedt
Ulf Erik Wahlstedt (Göteborg, 16 aprile 1976) è un ex calciatore svedese, di ruolo difensore.

## Carriera

### Club
Erik inizia a tirare i primi calci al pallone nelle giovanili del BK Astrio, squadra nella quale esordisce anche da professionista, nel 1993. Passa poi all'IFK Göteborg dove gioca per tre anni, per trasferirsi poi all'Helsingborg ed avere, dal 2001 al 2004, una breve parentesi nell'Esbjerg fB, prima di tornare all'Helsingborg dove gioca attualmente.

### Nazionale
Con la Nazionale è sceso in campo due volte, senza segnare però nessuna rete. Prese parte alla comitiva che giocò gli Europei del 2004 in Portogallo.

## Palmarès
- Coppe di Svezia: 2

Helsingborg: 2006, 2010
- Supercoppa di Svezia: 2

Helsingborg: 2011, 2012